# Millennium Tower (San Francisco)
Millennium Tower es un rascacielos residencial de 58 plantas completado en 2009 en South of Market, en el Distrito Financiero de San Francisco. Es un edificio de uso mixto, principalmente residencial, y es el más alto de la ciudad con residencias. La torre postmoderna de cristal azul grisáceo está rodeada por las Calles Mission, Fremont, y Beale, y el final norte de la Transbay Terminal. El edificio abrió para los residentes el 23 de abril de 2009. Su planta más alta, la 58, está numerada como la 60. En mayo de 2016, se informó a los residentes que la torre principal se estaba hundiendo e inclinando, lo que resultó en varias demandas relacionadas con los costos de reparación y si la inclinación se había retenido a los compradores.

## Descripción
El proyecto de 350 millones de dólares fue promovido por Millennium Partners de Nueva York, diseñado por Handel Architects y DeSimone Consulting Engineers y fue construido por Webcor Builders. Con 197 metros de altura, es el edificio de hormigón más alto de San Francisco, y el cuarto más alto en total, y el más alto construido después de 345 California Center en 1986. Es también el edificio residencial más alto al oeste del río Misisipi. La torre es esbelta, y cada planta contiene 1.300 m² de superficie. Además de la torre de 58 plantas, hay una torre de 38 m y 11 plantas en el noreste del complejo. Entre las dos torres hay un atrio de cristal de dos plantas y 43 pies (13 m) de altura. En total, el proyecto tiene 416 unidades. Se dice que las residencias son las más caras de la Costa Oeste, con los áticos de las dos últimas plantas vendidos por unos 12 millones de dólares. Las 25 plantas más bajas de la torre principal se llaman Residences mientras que las plantas 26 hasta la más alta se llaman Grand Residences. Las 53 unidades de la torre de 12 plantas se llaman City Residences. Por debajo del nivel de la calle, hay 434 plazas de aparcamiento en un garaje subterráneo de cinco plantas situado bajo la torre de 21 plantas. El edificio está situado al lado del lugar de la futura Transbay Terminal. En conjunto, el diseño de la torre pretende parecer un cristal translúcido, y es un hito de la recalificación de Transbay y el skyline del sur de San Francisco. Millennium Tower alberga también RN74, un restaurante y bar de vinos bajo la dirección del Chef Michael Mina, situado en la planta baja.
Los servicios para los residentes incluyen un conseje privado y acceso exclusivo a los 2.200 m² de Club Level, con salón para propietarios, sala de degustación y bodega, comedor privado (servido por el RN74 del Chef Michael Mina), sala de proyecciones, sala de juegos para niños, terraza al aire libre y un gimnasio de 510 m² gestionado por Sports Club/LA, con pilates, yoga, terapia de masajes, vestuarios, jacuzzi y baños turcos así como una piscina de natación interior de 23 m. En 2010 se presentó un programa de eventos mensual llamado La Vie.

## Historia
El edificio actual sustituyó un diseño anterior que incluía dos torres llamadas 301 Mission Street I y 301 Mission Street II unidas por un podio de seis plantas. Este diseño no fue construido y el plan actual lo sustituyó cerca de 2003. Poco después, el proyecto fue aprobado por 4 votos a favor y 1 en contra y la construcción comenzó en 2005. El único voto en contra fue el de la Comisionada de Planificación Sue Lee.
El 6 de septiembre de 2010, Dan Goodwin, también conocido como SpiderDan y Skyscraperman, escaló el exterior de la torre usando ventosas. Tras la escalada, Goodwin fue arrestado por la Policía de San Francisco, que lo acusó de entrada ilegal. Goodwin, superviviente de un cáncer de fase cuatro, afirmó que la razón que le hizo escalar el edificio fue llamar la atención de la incapacidad de los bomberos para realizar operaciones de rescate en las plantas más altas de rascacielos. En la década de 1980, en defensa de la extinción de incendios y el rescate en rascacielos, Goodwin escaló muchos de los edificios más altos del mundo, incluyendo la Sears Tower, el John Hancock Center, y el World Trade Center.

## Problema de hundimiento e inclinación

### Descubrimiento

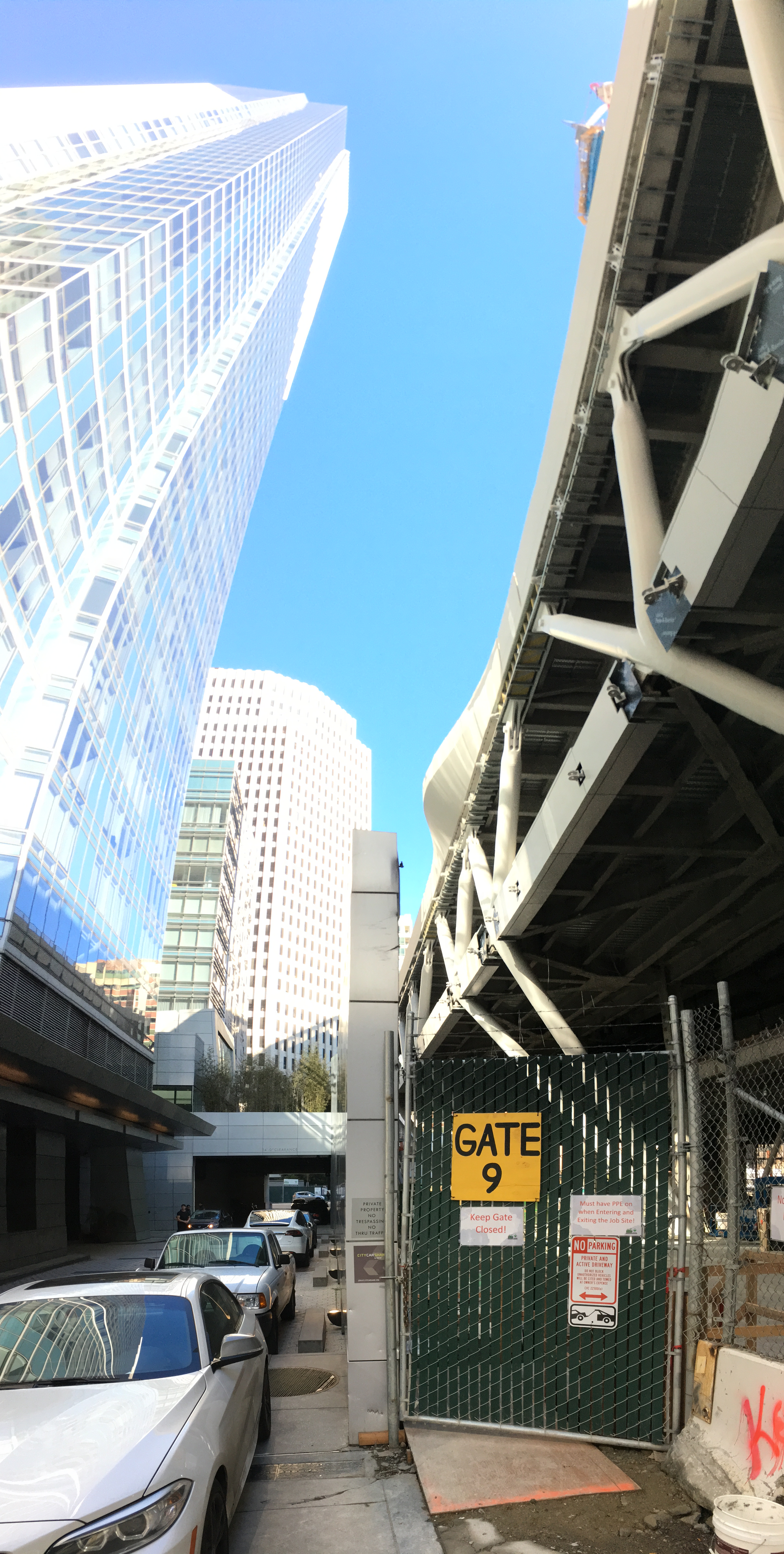
Construcción del TTC junto a la torre en 2017

Después de que los desarrolladores aparentemente revelaron en 2015 que el edificio se estaba hundiendo e inclinando, se notificó al público sobre el problema en 2016. El diseño geotécnico de Treadwell & Rollo para los cimientos de la torre principal consiste en una losa de hormigón construida en pilotes de fricción de hormigón de 18,3 a 27,4 m a través del relleno y lodo reciente de bahía, y se incrustan en la densa arena de Colma. Varios otros edificios en el área de 301 Mission Street han utilizado sistemas similares, aunque debido a las diferentes condiciones de la tierra, otros han empujado pilotes directamente a 61 m en la roca madre. Un examen en 2016 mostró que el edificio se había hundido 41 cm con 5 cm en la base y aproximadamente 15 cm en la parte superior. El edificio se inclina hacia el noroeste, y ha causado grietas en el sótano del edificio y el pavimento que rodea la torre. A partir de 2018, el hundimiento había aumentado a 46 cm con una inclinación de 36 cm.
El desarrollador culpa del problema del hundimiento a Transbay Joint Powers Authority (TJPA), que fue responsable de la construcción del vecino Transbay Transit Center (TTC). Según los informes, el problema del hundimiento había comenzado antes de que la construcción de TTC comenzara a construirse, y la TJPA afirmó que el edificio ya se había asentado 25 cm, mucho más allá de la predicción de asentamiento vertical máximo original de 14 cm en 20 años, cuando TJPA comenzó a retirar los pilotes de madera debajo de la anterior Terminal Transbay en 2011. La asociación de propietarios del edificio, representada por el abogado general Adrian Adams de Adams Stirling PLC, contrató a Dan Petrocelli de O'Melveny & Myers para demandar a Webcor, Millennium Partners y la TJPA. Originalmente, la asociación de propietarios contrató a David Casselman para demandar a la TJPA en lugar del desarrollador Millennium Partners, ya que Casselman señaló que "la ley de expropiación inversa permite a los residentes cobrar honorarios legales además de cualquier adjudicación, mientras que demandar al desarrollador conducirá hasta el 40 por ciento de cualquier adjudicación. premio a abogados ".
Otro grupo de inquilinos que no está de acuerdo con la asociación de propietarios, encabezada por el residente y litigante de patentes Jerry Dodson, está demandando a Millennium Partners, la ciudad de San Francisco y la TJPA. Al romper con Casselman y la asociación de propietarios, Dodson ha considerado a Millennium Partners como el culpable responsable.
En noviembre de 2016, la ciudad de San Francisco presentó una demanda contra el desarrollador de la torre Mission Street Developers LLC, alegando que los desarrolladores ocultaron información sobre los problemas de hundimiento de los posibles compradores de apartamentos. Mission Street Developers rechazó las afirmaciones de la ciudad.
Millennium Partners ha contratado a Sage Engineers para realizar un estudio de ingeniería sobre el problema del hundimiento. Algunos expertos han pronosticado que el costo de arreglar la inclinación podría exceder el seguro de responsabilidad de Millennium Partners y los diversos proveedores de construcción del edificio. Si se determina que la TJPA tiene la culpa, los contribuyentes de San Francisco podrían terminar pagando las reparaciones.
Una inspección del ayuntamiento en 2017 concluyó que la ocupación del edificio continuaba siendo segura, aunque había daños en los cimientos y el sistema eléctrico.
En marzo de 2017, la asociación de propietarios presentó una demanda contra Millennium Partners, Webcor, Handel Architects, Treadwell & Rollo, DeSimone Consulting Engineers, Arup y Transbay Joint Powers Authority. Buscan 200 millones de dólares para cubrir reparaciones y daños.
A principios de septiembre de 2018, los residentes informaron haber escuchado varios "crujidos". Alrededor de las 2:30 a. m. de la mañana del sábado 8 de septiembre de 2018, los residentes informaron haber escuchado un fuerte "sonido de estallido". El domingo, al día siguiente, un residente ubicado en una unidad de esquina en el piso 36 descubrió una ventana rota. El vidrio utilizado en las ventanas y la fachada del edificio está clasificado para resistir vientos huracanados, lo que genera la preocupación de que la grieta sea un síntoma de una falla estructural mucho mayor.

### Apuntalamiento
El 4 de diciembre de 2018, Ronald Hamburger, el ingeniero principal de Simpson Gumpertz & Heger dijo en un comunicado de prensa que había un proyecto para apuntalar el edificio. Este implicará instalar 52 pilotes a lo largo de los lados norte y oeste de la torre debajo de la acera que se extienden hasta 76,2 m en la roca madre del centro de San Francisco y se unen con los pilotes de cimentación de profundidad originales de 18,3 m a 27,4 m. Con estas medidas se busca nivelar la torre durante un período de 10 años alineando el lado sureste con el actualmente hundido lado noroeste, y anclñando el todo a la roca madre. La solución costará alrededor de 100 millones de dólares. Las demandas se están consolidando en un acuerdo global y se esperaba que el trabajo comenzara a mediados de noviembre de 2020. El financiamiento para la corrección incluye 30 millones de dólares de los contribuyentes a través de la Autoridad de Poderes Conjuntos de Transbay.
En noviembre de 2020, el proyecto de reparación de "mejora de pilotes perimetrales" de 100 millones de dólares comenzó con un plan de 52 pilotes. Estos se atarían a los cimientos existentes para mitigar más hundimientos. El problema de inclinación del edificio fue objeto de un nuevo escrutinio tras el mortal colapso del bloque de condominios de Surfside en junio de 2021. El proyecto de reparación se detuvo en agosto de 2021 después de que el monitoreo indicara que el edificio se había hundido otros 2,5 cm en el lado de la calle Fremont después de que se instalaron 39 de los 52 pilotes. Esto se tradujo en 12,7 cm adicionales de inclinación en el piso 58.
El 10 de septiembre de 2021, los funcionarios de la ciudad de San Francisco le dijeron a la gerencia de Millennium Tower que no reanudaran el trabajo de construcción hasta que la ciudad revise un enfoque de construcción actualizado.

## Premios
El edificio ha obtenido los siguientes premios otorgados por organizaciones de ingeniería y arquitectura.
- 2008: Premios del Instituto Americano del Hormigón, Norte de California – Construcción
- 2008: Junta de la Industria del Hormigón – Premio al Mérito Roger H. CIB
- 2009: Sociedad Americana de Ingeniería Civil, Región 9 – Proyecto del año de ingeniería estructural
- 2008: Sociedad Americana de Ingeniería Civil, Sección San Francisco – Proyecto destacado de ingeniería estructural
- 2009: Revista de arquitectura Metal – Top Honor en abril de 2009
- 2009: Construcción de California – Adiministración de proyecto destacada
- 2009: Construcción de California – Multi-family/Residential, Award of Merit
- 2010: San Francisco Business Times – Acuerdo del Año
- 2010: Premios Excelencia en los Negocios de la Cámara de Comercio de San Francisco – Edificio de San Francisco

## Residentes notables
- Joe Montana[45]
- Tom Perkins[46]
- Carmen Policy[45]

## Galería

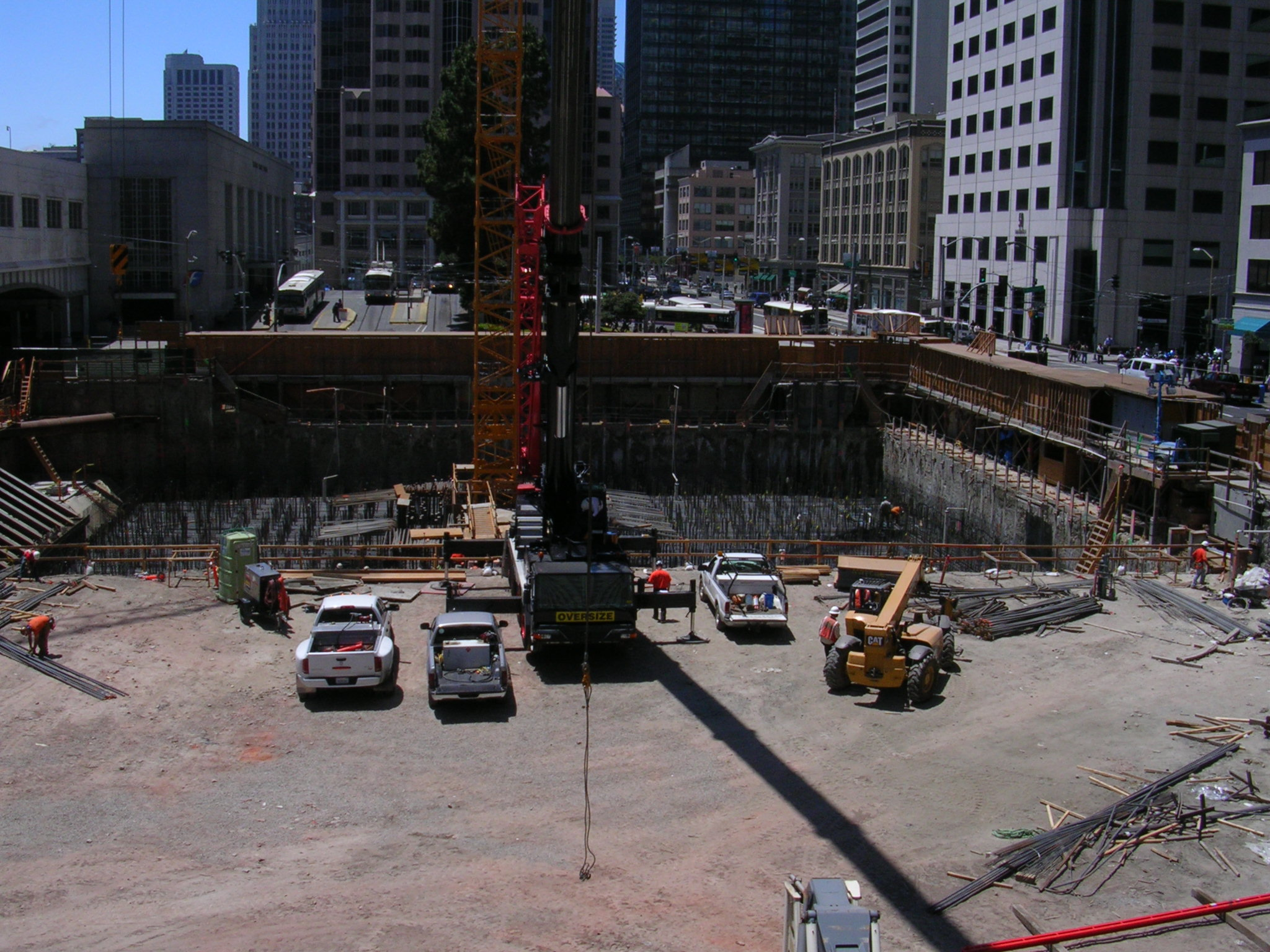
La construcción en junio de 2006
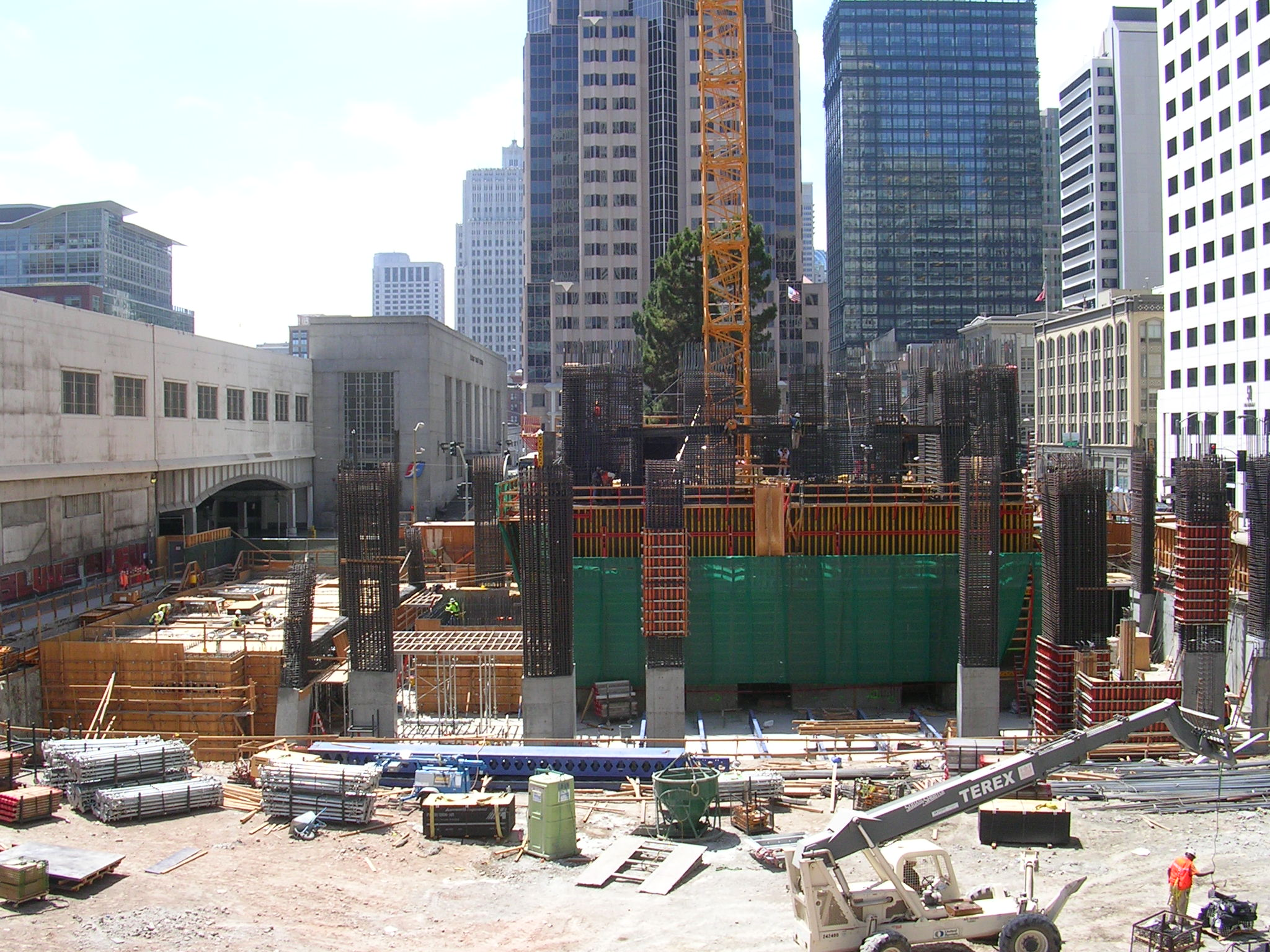
La construcción el 16 de agosto de 2006
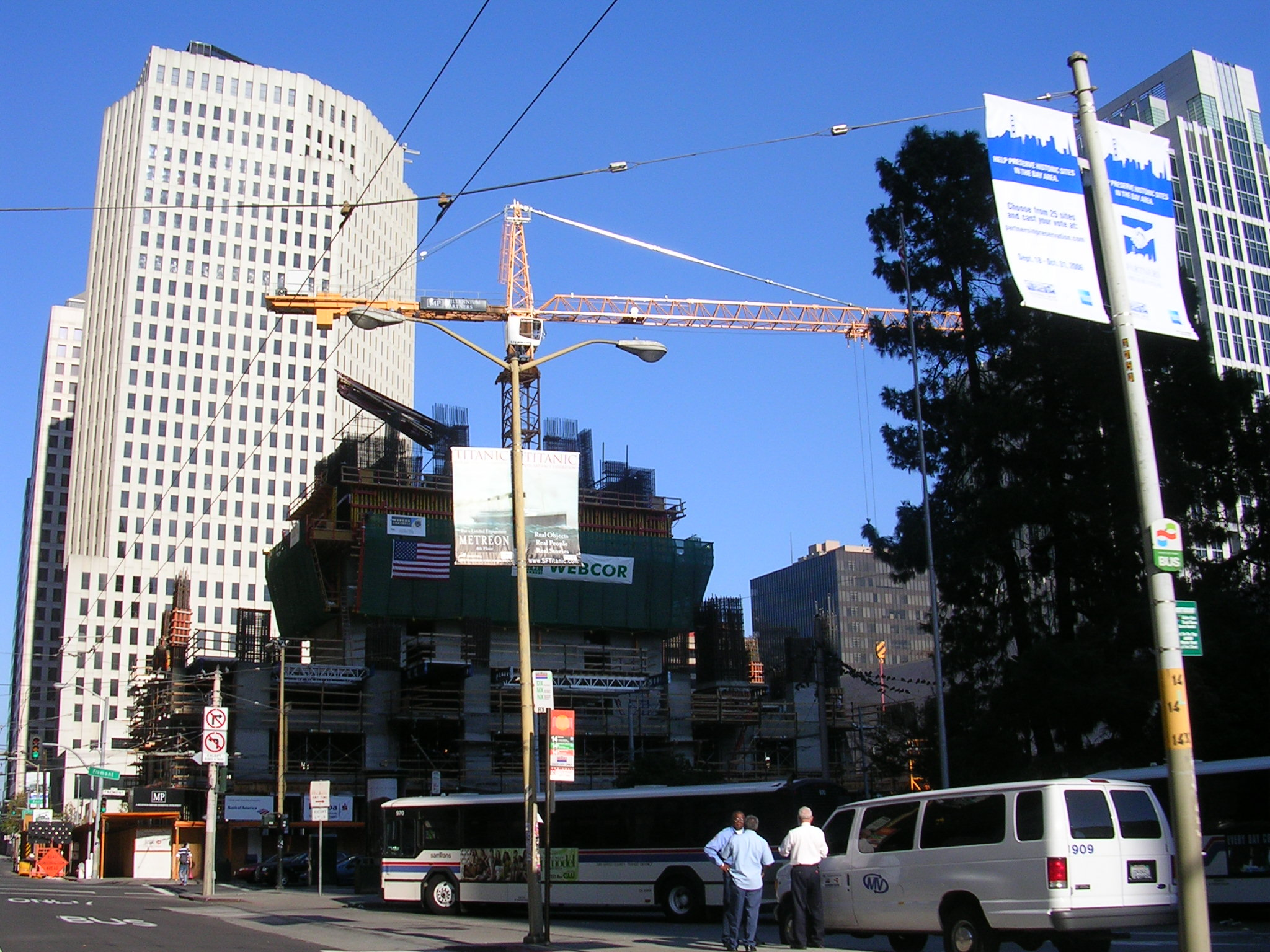
La construcción a finales de octubre de 2006
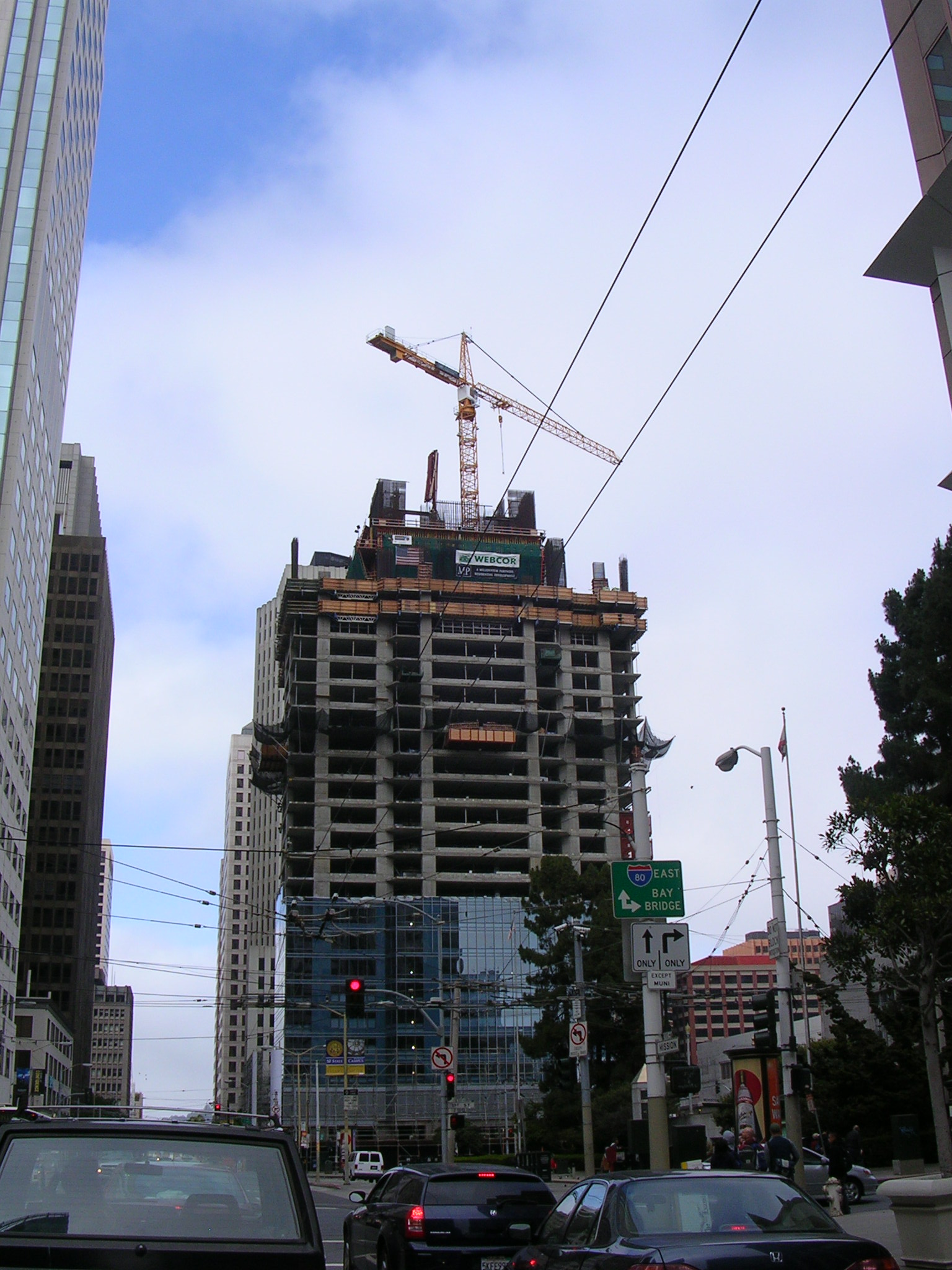
La construcción en mayo de 2007
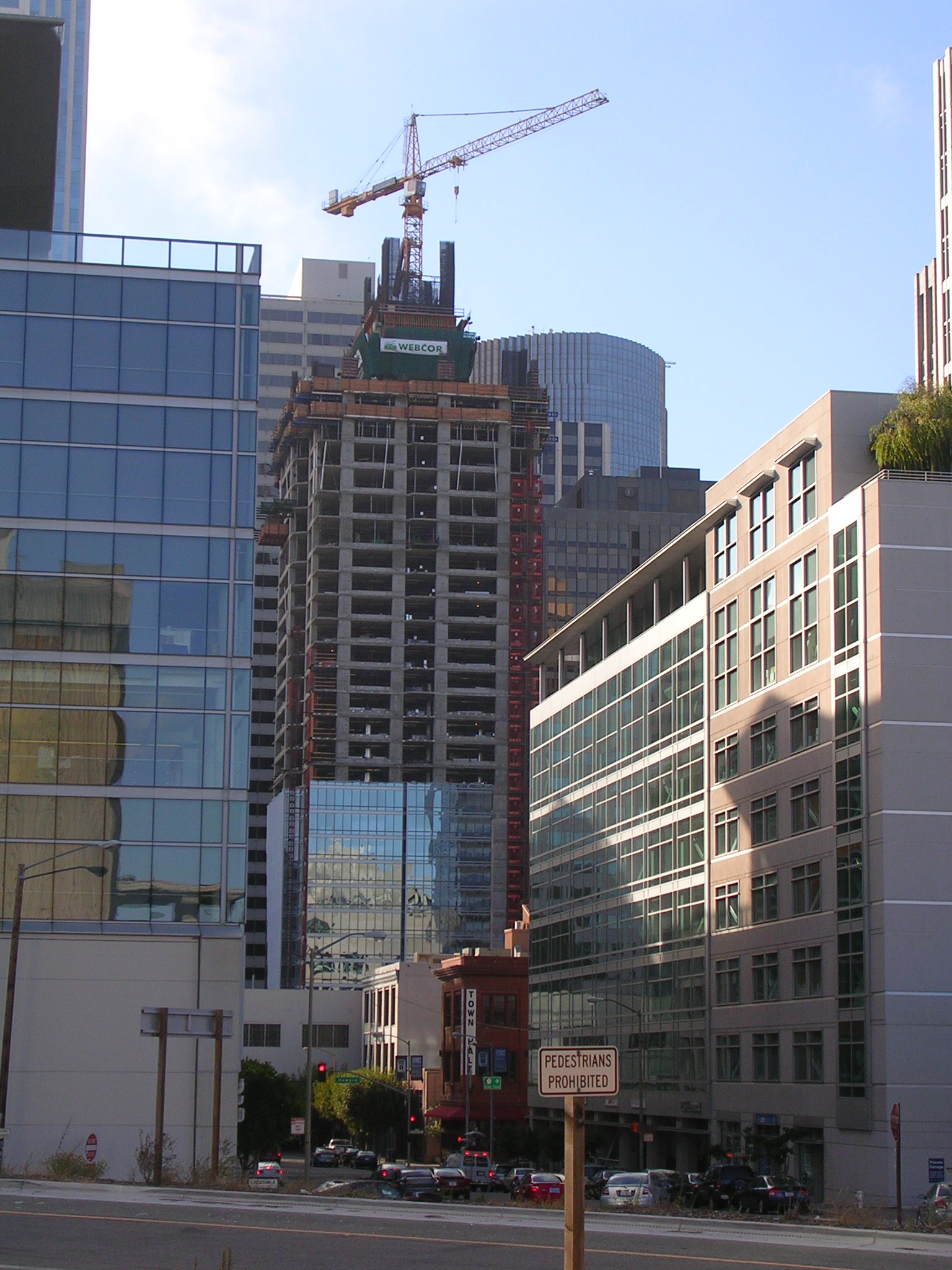
La construcción a mediados de julio de 2007
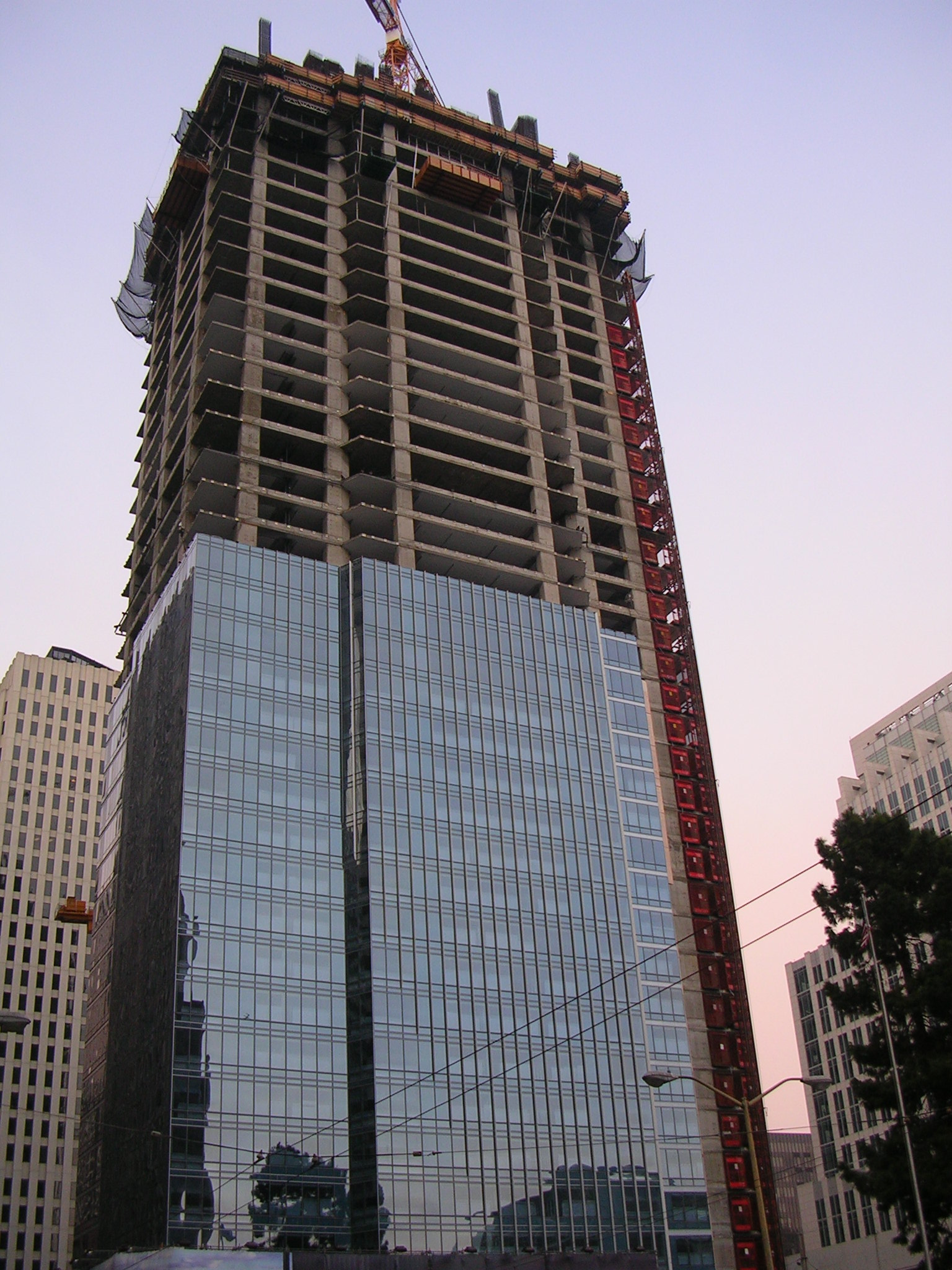
La construcción en septiembre de 2007
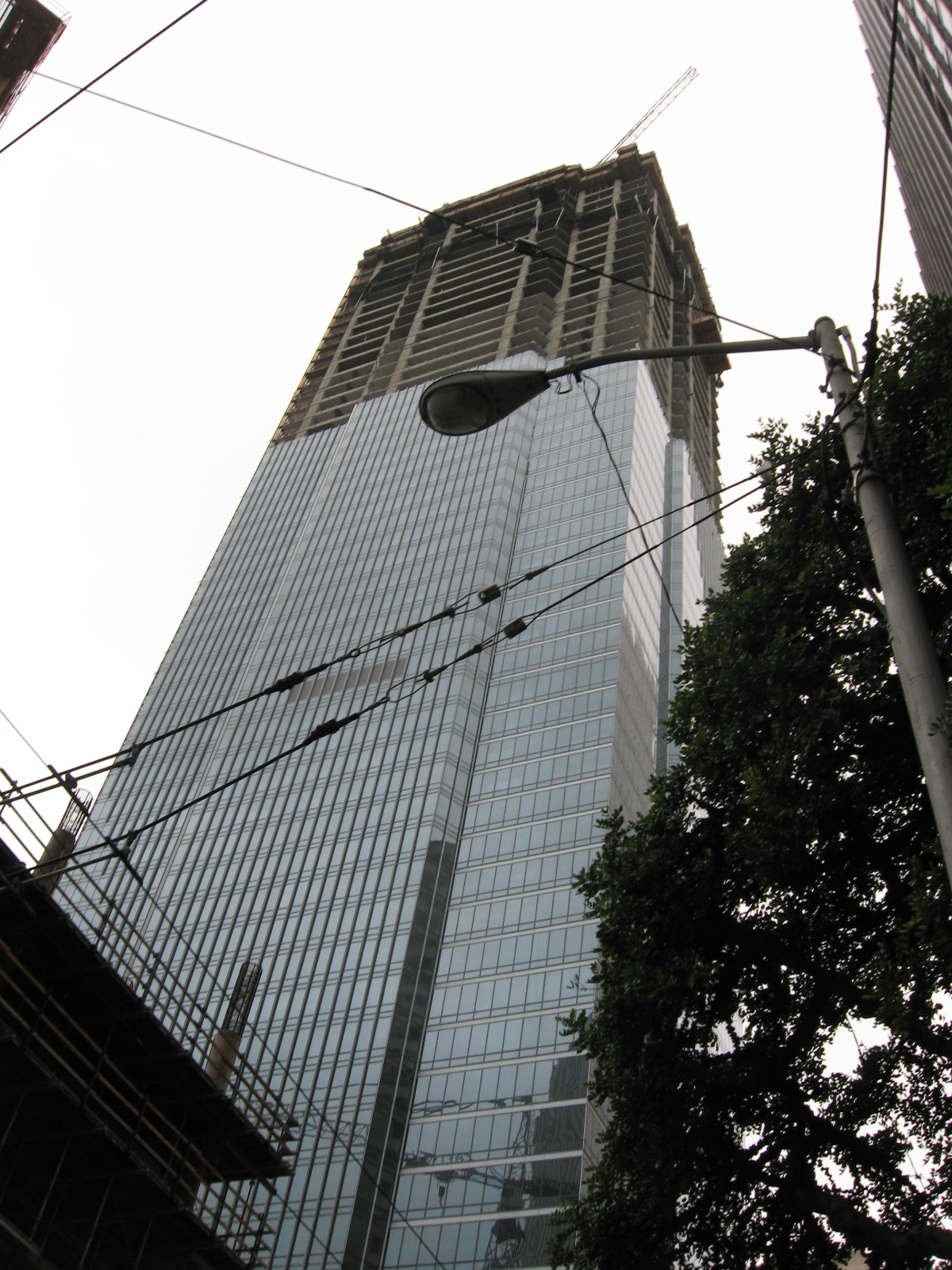
La construcción en febrero de 2008
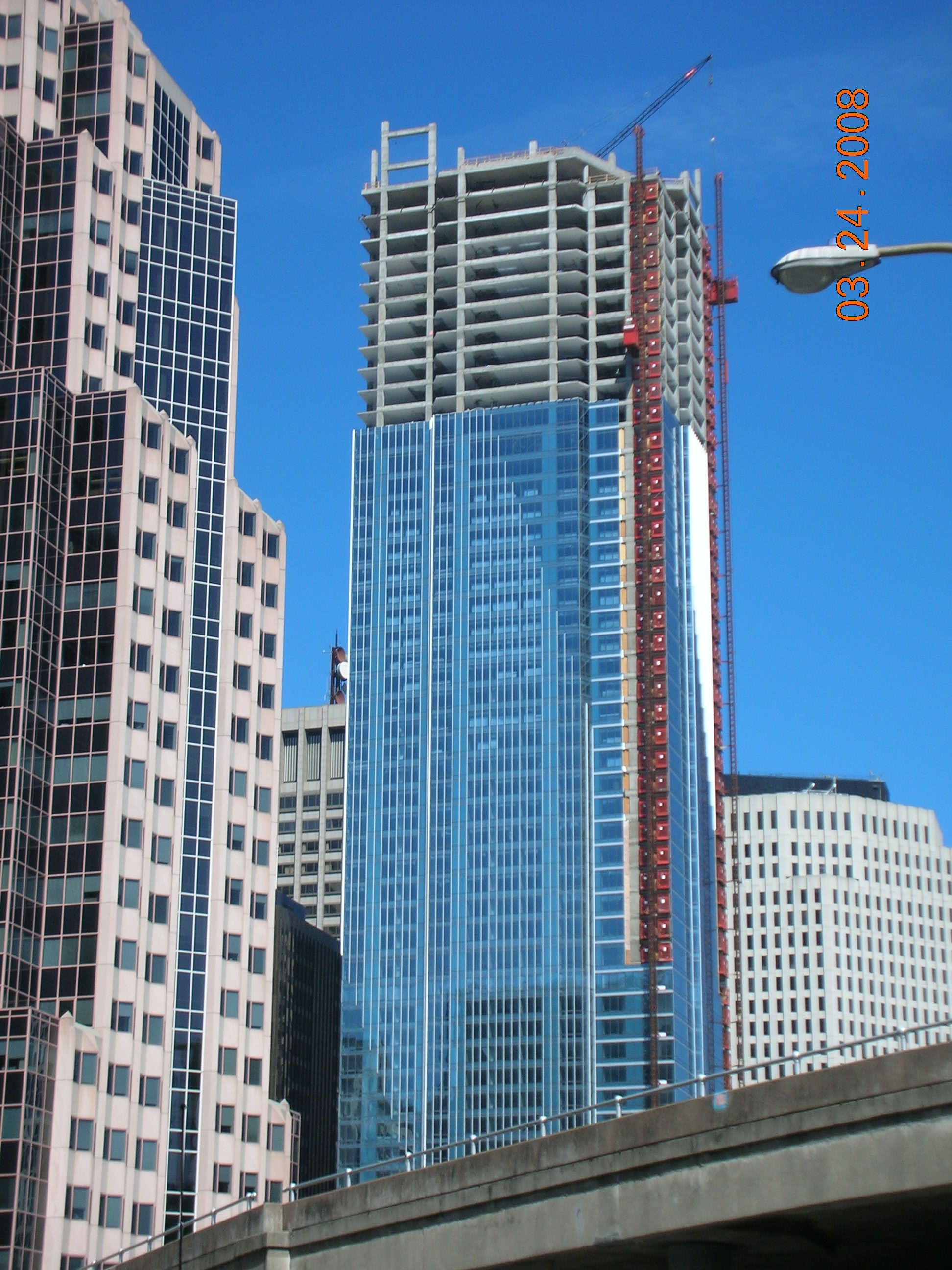
La construcción en marzo de 2008